# بشقابی ارسی
بشقابی ارسی، بشقابی جلفایی (نام علمی: Scutellaria araxensis) نام یک گونه از سرده بشقابی است.